# 欧博讷
欧博讷（法語：Eaubonne，法語發音：[obɔn] ⓘ）是法国法蘭西島大區瓦兹河谷省的一个市镇，位于该省南部，属于蓬图瓦兹区。

## 地理
欧博讷（48°59'29"N, 2°16'47"E）面积4.42 平方千米，位于法国法蘭西島大區瓦兹河谷省，该省份为法国北部内陆省份，北起瓦兹省，西接厄尔省，南至塞纳-圣但尼省、上塞纳省和伊夫林省，东临塞纳-马恩省。
与欧博讷接壤的市镇（或旧市镇、城区）包括：蒙利尼翁、圣格拉蒂安、昂迪伊、埃尔蒙、马尔让西、圣普里、苏瓦西苏蒙莫朗西。

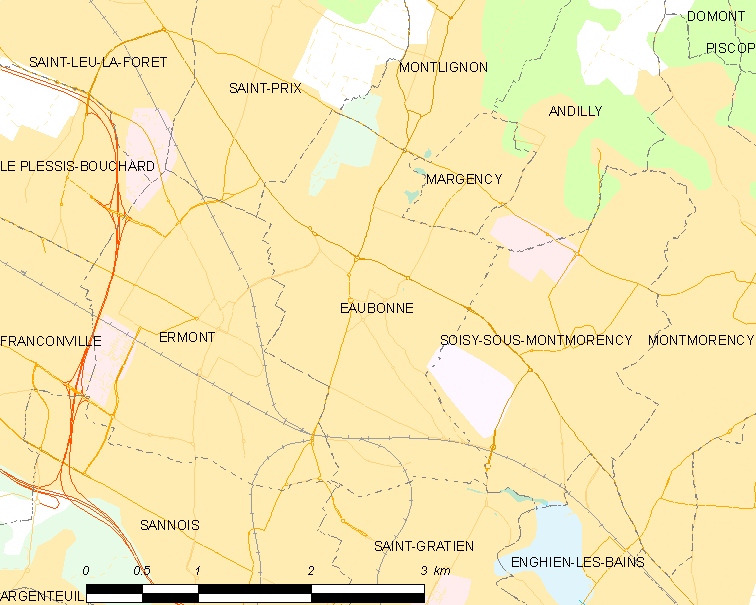
欧博讷的OSM定位图

欧博讷的时区为UTC+01:00、UTC+02:00（夏令时）。

## 行政
欧博讷的邮政编码为95600，INSEE市镇编码为95203。

## 政治
欧博讷所属的省级选区为埃尔蒙县。

## 人口

1962-2008年间欧博讷人口变化图示

欧博讷于2022年1月1日时的人口数量为25934人。